# Dejan Jaković
Dejan Jaković (cyrylica serbska: Дејан Јаковић, ur. 16 lipca 1985 w Karlovacu) – kanadyjski piłkarz pochodzenia serbskiego występujący na pozycji środkowego obrońcy, zawodnik amerykańskiego klubu Los Angeles FC. W latach 2008–2018 reprezentant Kanady.

## Kariera klubowa
Jakovic urodził się w Jugosławii, ale w 1991 roku emigrował z rodziną do Kanady. W 2003 roku rozpoczął karierę w drużynie piłkarskiej ze szkoły średniej Scarlett Heights Entrepreneurial Academy. W 2005 roku został studentem amerykańskiej uczelni University of Alabama at Birmingham i kontynuował karierę w tamtejszej ekipie piłkarskiej UAB Blazers.
W 2008 roku trafił do serbskiej Crvenej zvezdy Belgrad z Super liga Srbije. Spędził tam rok. W 2009 roku wrócił do Stanów Zjednoczonych, gdzie podpisał kontrakt z zespołem D.C. United z MLS. W tych rozgrywkach zadebiutował 22 marca 2009 w zremisowanym 2:2 pojedynku z Los Angeles Galaxy. Zawodnikiem DC United był do 2013 roku.
Następnie występował w japońskim klubie Shimizu S-Pulse z J1 League oraz New York Cosmos z NASL, a w 2018 przeszedł do Los Angeles FC. 7 czerwca 2019 wypożyczony był do Las Vegas Lights FC z USL Championship.

## Kariera reprezentacyjna
W reprezentacji Kanady Jakovic zadebiutował 30 stycznia 2008 w wygranym 1:0 towarzyskim meczu z Martyniką. W tym samym roku rozegrał 5 spotkań w reprezentacji Kanady U-23. W 2009 roku został powołany do kadry na Złoty Puchar CONCACAF. Zagrał na nim w pojedynkach z Jamajką (1:0), Salwadorem (1:0) i Hondurasem (0:1). Z tamtego turnieju Kanada odpadła w ćwierćfinale.